# Comuna Babîn, Illinți
Babîn (în ucraineană Бабин) este o comună în raionul Illinți, regiunea Vinnița, Ucraina, formată din satele Babîn (reședința), Dankivka și Dașiv.

## Demografie
Componența lingvistică a satului Babîn
     Ucraineană (98,75%)
     Rusă (1,2%)
     Alte limbi (0,05%)
Conform recensământului din 2001, majoritatea populației satului Babîn era vorbitoare de ucraineană (98,75%), existând în minoritate și vorbitori de rusă (1,2%).